# Albosaggia
Albosaggia é uma comuna italiana da região da Lombardia, província de Sondrio, com cerca de 3.083 habitantes. Estende-se por uma área de 34 km², tendo uma densidade populacional de 91 hab/km². Faz fronteira com Caiolo, Castione Andevenno, Faedo Valtellino, Montagna in Valtellina, Piateda, Sondrio.

## Demografia
| Variação demográfica do município entre 1861 e 2011                               |
|                                                                                   |
| Fonte: Istituto Nazionale di Statistica (ISTAT) - Elaboração gráfica da Wikipedia |